# فرامرز کاکویه
ظهیرالدین ابومنصور فرامرز (۴۵۵–۴۴۳ ق / ۱۰۶۳–۱۰۵۱ م) امیر کاکویی اصفهان بود. وی فرزند ارشد محمد دشمن‌زیار بود. او در سال ۱۰۵۱ از طغرل شکست خورد و تابع او شد. فرامرز بعدها پس از ۱۰۶۳، احتمالاً در دهه ۱۰۷۰ درگذشت.

## حکومت مستقل
در سال ۱۰۳۷ محمد بن رستم برای محافظت از اصفهان در برابر غارتگری عشایر ترکمن خراسان، استحکامات دفاعی اصفهان را تقویت کرد.
در سال ۱۰۴۱ پس از شکست غزنویان از سلجوقیان در نبرد دندانقان، سلجوقیان با کاکویان همسایه شدند. پس از شکست دادن غزنویان، طغرل بیک، رهبر سلجوقی‌ها، ری را پایتخت پادشاهی خود قرار داد. چهار سال بعد، فرامرز جانشین پدرش، محمد، در اصفهان شد، در حالی که پسر کوچکتر محمد، گرشاسب یکم، به عنوان پادشاه دست‌نشانده برادرش، قدرت را در همدان به دست گرفت.
پسر سوم محمد بن رستم دشمن‌زیار، ابوحرب، اما بر برادر بزرگتر خود یعنی فرامرز قیام کرد و از آل بویه فارس کمک خواست. اما برادر شورشی از فرامرز شکست خورد. روابط میان فرامرز و طغرل از اهمیت بالایی برخوردار بود. به نظر می‌رسد فرامرز در نبرد دندانقان که علیه غزنویان انجام شد، همراه سلجوقیان حضور داشته‌است. هنگامی که فرامرز به سلطنت آل کاکویه رسید، طغرل با فرستادن باری از خراج به فرامرز، از او برای خود بیعت گرفت. اما نه فرامرز و نه برادرش گرشاسب یکم حاضر نشدند به جانب سلجوقیان روی آورند.
فرامرز در سال ۱۰۴۴ چند شهر کرمان را از عمادالدوله ابوکالیجار، امیر آل بویه، گرفت، اما اندکی پس از آن، عمادالدوله حمله متقابلی انجام داد و بخش‌هایی از کرمان را بازپس گرفت و ابرکوه را تصرف کرد. سال بعد، دیلمی‌ها و کردهای ناحیه جبال یکپارچه شده و در برابر پیشروی ترکمن‌ها از خراسان ایستادگی کردند. سال پس از آن طغرل وارد اصفهان شد. فرامرز در پی این تخولات تسلیم سلجوقیان شد.
در حدود ۱۰۴۵–۱۰۴۶، پس از بازگشت طغرل به خراسان، فرامرز خود را مستقل از حکومت سلجوقیان اعلام کرد و تسلیم آل بویه شد و این کار او طغرل را وادار به بازگشت به اصفهان کرد. طغرل بیک در آنجا کاکوییان را شکست داد و فرامرز را بار دیگر تابع خود کرد. طغرل بیک در سال ۱۰۵۰ اصفهان را محاصره کرد. مردم اصفهان در برابر سلجوقیان شجاعانه از شهر دفاع کردند اما پس از یک سال سرانجام تسلیم شدند. سپاه طغرل باروی دفاعی اصفهان را با خاک یکسان کردند و طغرل پس از آن این شهر را پایتخت خود کرد.

## حاکمیت سلجوقی
فرامرز پس از آن برای جبران از دست دادن اصفهان به عنوان حاکم یزد و ابرکوه منصوب شد. هر دوی این شهرها که تحت کنترل وی بود، قبلاً تحت کنترل کاکوئیان بود. فرامرز اگرچه تقریباً تمام قدرت خود را از دست داده‌بود، اما در دربار سلجوقی بسیار مورد احترام بود و در سال‌های ۱۰۶۱ و ۱۰۶۳ دو بار لقب «شمس الملک» (خورشید سلطنت) به او اعطا شد. زمانی که در این دوره هیئت سلجوقی برای ترتیب دادن عروسی پادشاه سلجوقی با دختر خلیفه قائم عباسی به بغداد رفت، فرامرز به همراه وزیر سلجوقی عمیدالملک کندری و خود طغرل در این هیئت بود. پس از آن دیگر از فرامرز اطلاعی در دست نیست و احتمالاً کمی بعد درگذشته‌است. جانشین او پسرش علی بن فرامرز شد که بعدها با یکی از دختران چغری بیک ازدواج کرد.

## از دست دادن ری
در آغاز سال ۴۳۳ ه‍.ق برابر با سپتامبر ۱۰۴۱ علاءالدوله ابوجعفر کاکویه، بنیانگذار سلسلهٔ آل کاکویه، که ری، اصفهان، همدان و بخش‌هایی از مناطق غربی ایران را تحت اختیار داشت، درگذشت و فرزندش، ظهیرالدین ابومنصور فرامرز جانشین وی شد اما وقوع شورشی از جانب برادرانش بر علیه فرامرز، زمینه را برای تحرکات سلجوقیان در مناطق تحت فرمان آل کاکویه، فراهم کرد که در نتیجهٔ آن، در همان سال، ابراهیم ینال، برادر مادری طغرل بیک، به ری هجوم برد و خواستار اطاعت فرامرز از سلجوقیان شد اما فرامرز که حاضر به اطاعت از آنان نبود و قدرت هماوردی با سپاه ابراهیم را نیز نداشت، از ری خارج شد و ابراهیم نیز پس از تصرف ری و اصلاح امور آن، سرزمین‌های مجاور آن شهر را نیز به تصرف درآورد. (ورود طغرل بیک به ری: ۱۰۴۳)